# Maocyon
Maocyon ist eine Gattung aus der Ordnung der Hyaenodonta, ausgestorbenen fleischfressenden Säugetieren, die möglicherweise den Raubtieren nahe stehen. Das bisher einzige bekannte Fundstück, ein teilweise erhaltener Schädel mit zugehörigem Unterkiefer, kam in der Nähe von Maoming im südlichen China zu Tage. Es lagerte in der Youganwo-Formation, welche sich im Oberen Eozän vor rund 38 bis 34 Millionen Jahren gebildet hatte. Der Schädel gehört zu einem mittelgroßen Vertreter der Hyaenodonta, dessen Körpergewicht möglicherweise bei rund 40 kg lag. Das Gebiss ist noch relativ ursprünglich für die Gruppe gestaltet, zeigt aber einen Ansatz zur Hypercarnivorie (Gebissentwicklung hin zu einem starken Schneidwerkzeug), was sich in der Rückbildung einzelner Höckerchen auf den Kauflächen der Mahlzähne ausdrückt. Dementsprechend ernährten sich die Tiere möglicherweise hauptsächlich fleischfressend. Die Gattung wurde im Jahr 2023 wissenschaftlich eingeführt. Es ist eine Art anerkannt.

## Merkmale
Maocyon ist bisher lediglich über einen Teilschädel mit zugehörigem Unterkiefer nachgewiesen. Dem Schädel fehlt die vordere Region des Rostrums, zudem ist er etwas gequetscht. Anhand von Vergleichen mit anderen frühen Hyainailouriden wie Kerberos könnte die Gesamtlänge bei rund 30 cm gelegen haben. Das anhand der Molaren bestimmte Körpergewicht beträgt 39,4 kg, was deutlich weniger ist als bei anderen ursprünglichen Formen wie Orienspterodon, das fast doppelt so schwer wurde. Der engste Bereich des Hirnschädels befand sich in dessen vorderen Abschnitt kurz hinter dem Processus postorbitalis. Auf der Oberseite verlief ein Scheitelkamm, der bis zu 2 cm hoch war. Dessen Oberkante war leicht aufgewölbt. Der Jochbogen hatte eine massige Gestalt und war hoch. Seine Höhe nahm nach hinten zu. Am Hinterhauptsbein zeigte sich ein kurzer Kamm, der seitlich wenig nach unten reichte. Die Gelenkflächen zur Artikulierung mit der Halswirbelsäule waren deutlich ausgedehnt. Am Unterkiefer verjüngte sich der horizontale Knochenkörper Richtung vordere Schnauze. Er war relativ hoch, höher als im Vergleich bei Kerberos, jedoch niedriger als bei Orienspterodon. Die Unterkante war gerade. Der Kronenfortsatz ragte hoch auf, die Vorderkante erhob sich fast senkrecht zur Kaufläche, was deutlich steiler ist als bei Kerberos. Er stellte eine dünne Platte dar. Der Gelenkfortsatz war seitlich breit ausgezogen und lag oberhalb der Kauebene. Am hinteren Ende des Unterkiefers bildete der Winkelfortsatz einen kleinen Haken.

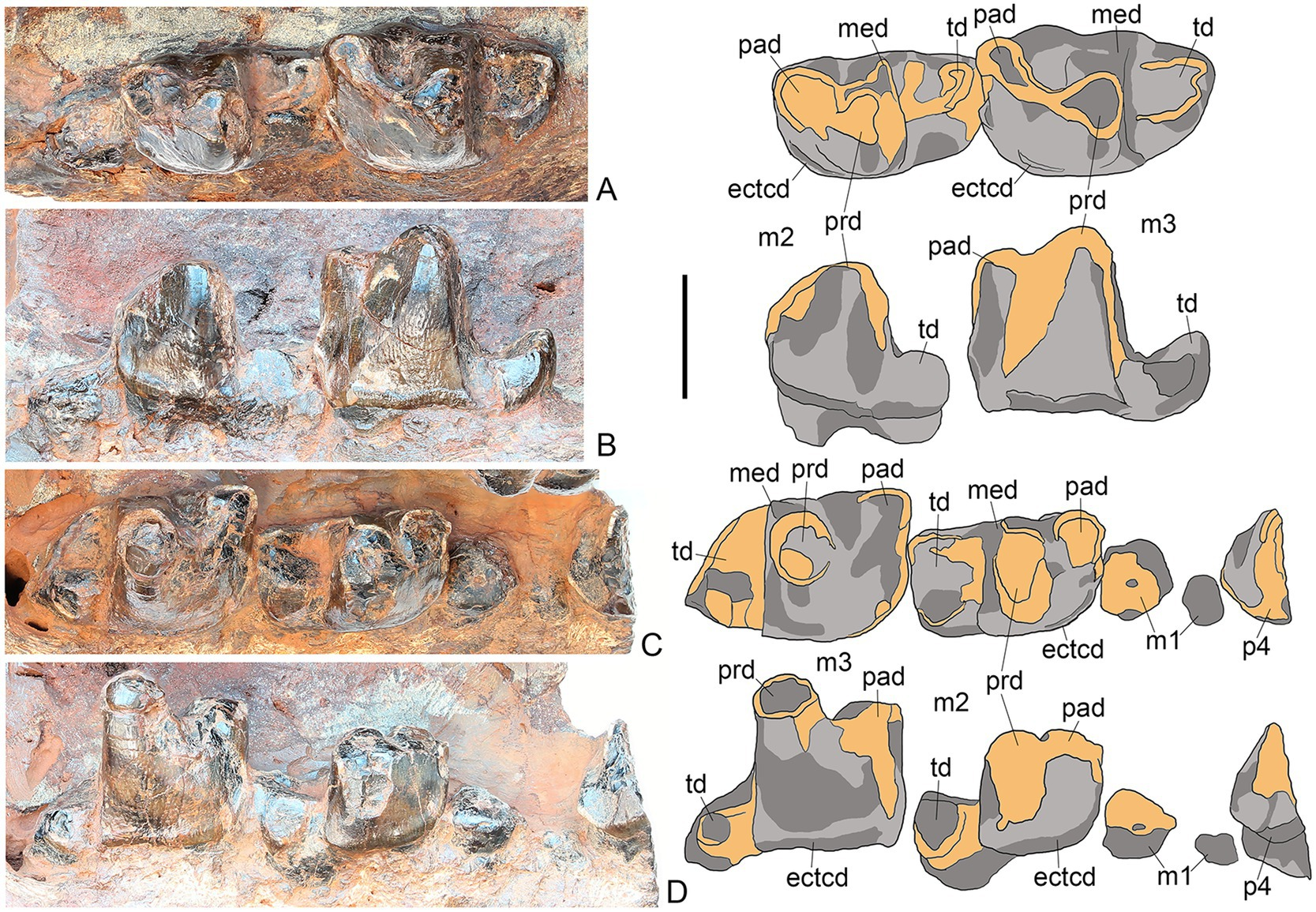
Unteres Gebiss von Maocyon

Vom Gebiss sind nur die oberen beiden hinteren und die unteren drei Molaren sowie fragmentarisch der untere letzte Prämolar erhalten. An den oberen Mahlzähnen waren der Para- und der Metaconus, zwei Haupthöcker der Kaufläche, zum Amphiconus vereint. Beide Höcker hatten sich aber noch nicht vollständig verbunden, so dass zwischen ihnen noch eine Eindellung bestand. Der Metaconus war oval im Querschnitt und leicht gepresst. Von ihm ging eine lange Scherkante ab, das Metastyl. In der unteren Mahlzahnreihe repräsentierte der erste den kleinsten, der letzte den größten Zahn. Von den spitzen Höckerchen der Kauoberfläche überragte das Protoconid das Paraconid um fast das Doppelte. Entsprechend zu Orienspterodon bestand noch ein rippelartiges Metaconid. Dieser Höcker ist bei den meisten späteren Hyainailouridae im Sinne einer ausgeprägten hypercarnivoren Gebissstruktur vollständig reduziert. Bei Maocyon war das Metaconid aber verhältnismäßig kleiner als bei Orienspterodon. Außerdem kam noch ein Talonid vor, ein niedriger Bereich der Kauoberfläche, an dem ein kleiner Nebenhöcker aufsaß. Ähnlich dem Metaconid ist das Talonid bei zahlreichen späteren Hyainailouriden zurückgebildet. Die Länge der drei unteren Molaren betrug 4,9 cm.

## Fossilfunde

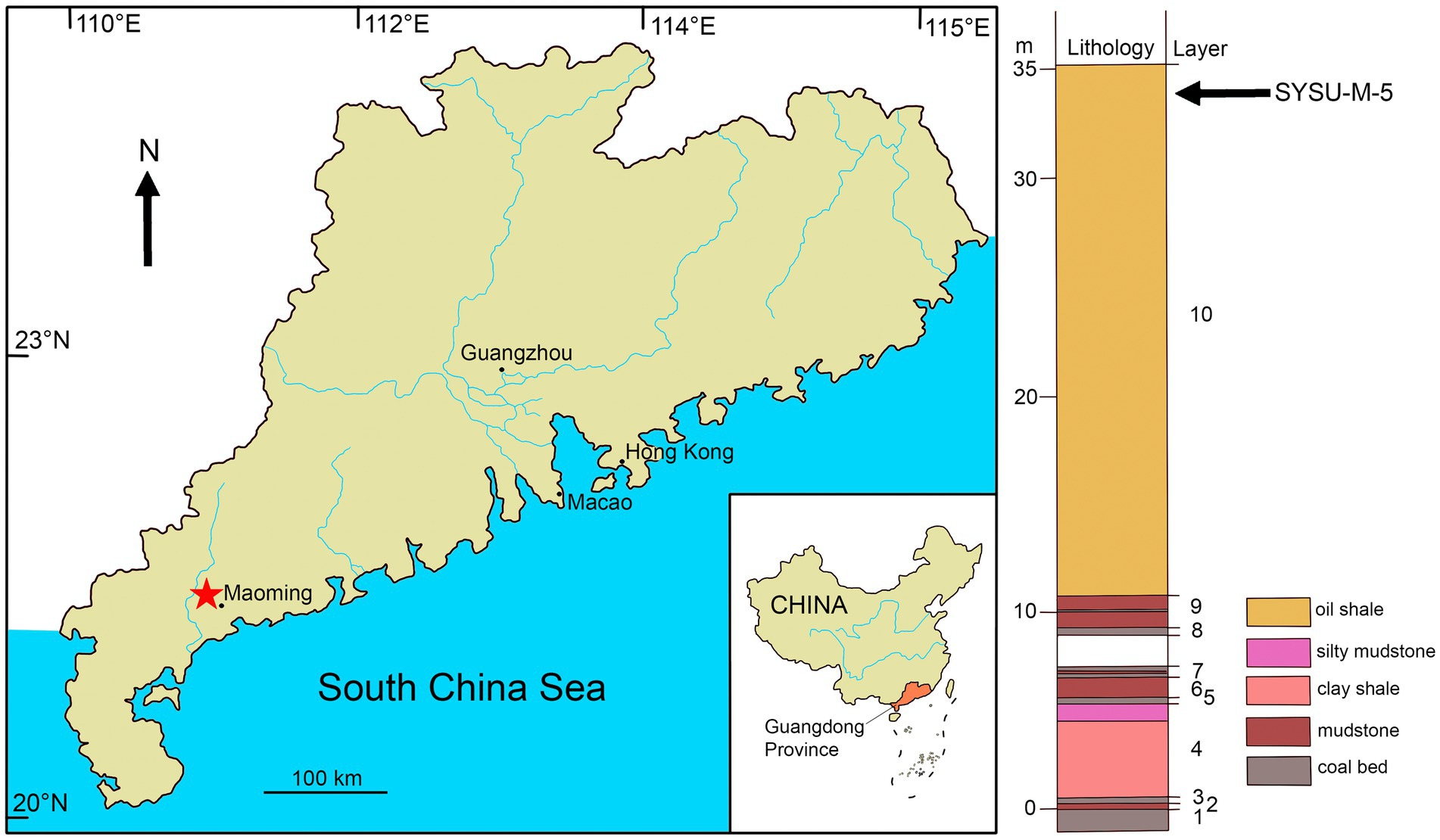
Fundstelle des Holotyp-Exemplars von Maocyon

Bisher wurde von Maocyon lediglich ein Teilschädel mit zugehörigem Unterkiefer entdeckt. Dieser stammt aus dem Maoming-Becken bei Maoming in der südchinesischen Provinz Guandong. In der Region sind Sedimente der Youganwo-Formation aufgeschlossen. Diese setzen sich aus einzelnen Kohlelagen zusammen, welche von Ton- und Schluffsteinen abgedeckt werden. Auf diese folgt wiederum ein mächtiges Paket von dunkelbraunen, ölschieferhaltigen Ablagerungen. Die Sedimentfolge geht möglicherweise auf einen ehemaligen See zurück. Mit Hilfe von magnetostratigraphischen und palynologischen Untersuchungen ließ sich der Bildungszeitraum der Schichten auf den Übergang vom Mittleren zum Oberen Eozän bis hin zum Ende des Oberen Eozäns eingrenzen, in absoluten Daten umfasst dies etwa die Zeitspanne von vor etwa 38 bis 33 Millionen Jahren. Als besonders fossilreich erwiesen sich die oberen Abschnitte des Ölschiefers. Unter den Wirbeltieren konnten unter anderem karpfenartige Fische, verschiedene Halsberger-Schildkröten, Gaviale und Alligatoren sowie Säugetiere dokumentiert werden. Die Säugetiere sind allerdings nur über wenige Funde belegt. Hierzu zählt neben Maocyon auch der Schädel von Maofelis, ein Angehöriger der Nimravidae (ausgestorbene säbelzahnige Raubtiere mit engeren Beziehungen zu den Katzen). Des Weiteren wurde das Oberkieferfragment von Maobrontops, ein Vertreter der Brontotheriidae, und der Schädel von Cadurcodon aus der Verwandtschaftsgemeinschaft der Amynodontidae gefunden. Beide Gruppen stellen ausgestorbene Unpaarhufer dar, letztere sind mit den Nashörnern enger verbunden. Die Paarhufer werden durch den Schädelrest von Anthracokeryx aus der Gruppe der Anthracotheriidae repräsentiert, welche eventuell den Flusspferden nahestehen.

## Paläobiologie
Es handelt sich bei Maocyon um einen kleineren bis mittelgroßen Vertreter der frühen Hyainailouridae, dessen Körpergewicht bei rund 40 kg lag. Im Gebiss finden sich bereits Ansätze einer hypercarnivoren Struktur. Dies zeigt sich unter anderem an der vorangeschrittenen Reduktion des Metaconids auf den unteren Molaren, welches in Verbindung mit dem Parastyl der Oberkiefermolare, eine Scherleiste, überwiegend durchlöchernde Funktionen hat. Auch die Bildung des Amphiconus kann als eine solche Entwicklung angesehen werden. Hypercarnivore Gebisse zeichnen sich durch eine Vereinfachung der Kauflächenmuster auf, die lediglich schneidende Elemente enthalten und so dem Zerreißen von Fleisch dienen. Hypercarnivorie bedingt, dass wenigstens 70 % der Nahrung aus Fleisch besteht. Bei heutigen Raubtieren korreliert die Körpergröße mit der Größe der Beutetiere. Ab einem Körpergewicht von 20 kg erlegt ein Prädator überwiegend Beute, die schwerer oder gleich schwer zum eigenen Gewicht ist. Teilweise wird dies auch für die Hyaenodonten angenommen.

## Systematik
Maocyon ist eine Gattung aus der ausgestorbenen Familie der Hyainailouridae innerhalb der ebenfalls erloschenen Ordnung der Hyaenodonta. Die Hyaenodonta wurden ursprünglich der Gruppe der Creodonta zugewiesen, welche im Deutschen teilweise die etwas irreführende Bezeichnung „Urraubtiere“ tragen und die als die Schwestergruppe der heutigen Raubtiere (Carnivora) innerhalb der übergeordneten Gruppe der Ferae angesehen wurden. Laut phylogenetischen Untersuchungen stellen die Creodonta jedoch keine geschlossene Gemeinschaft dar, weswegen sie in die Hyaenodonta und die Oxyaenodonta aufgespalten wurden. Beiden Gruppen ist die gegenüber den Raubtieren weiter nach hinten im Gebiss verlagerte Brechschere zu eigen. Bei den Hyaenodonten wird diese zumeist aus dem zweiten Oberkiefer- und dem dritten Unterkiefermolar gebildet. Aus stammesgeschichtlicher Sicht bestanden die Hyaenodonten über einen langen Zeitraum, der sich etwa vom Mittleren Paläozän vor rund 60 Millionen Jahren bis in das Mittlere Miozän vor gut 9 bis 10 Millionen Jahren erstreckt. Als typisches Merkmal der Hyainailouridae lässt sich der zum Amphiconus vereinte Para- und Metaconus auffassen, wobei ersterer letzteren überragt (bei den verwandten Hyaenodontidae ist das Verhältnis umgekehrt).
Der charakteristische Amphiconus findet sich auch bei Maocyon, ist hier aber durch eine leichte Senke noch geteilt. Weitere Hinweise für eine Zuordnung zu den Hyainailouridae zeigen sich unter anderem in der Gestaltung des Hinterhauptsbeines bei Maocyon, dessen Knochenwulst seitlich nicht bis zum Warzenfortsatz reicht und dessen Gelenkfortsätze vergleichsweise groß sind (beides im Unterschied zu den Hyaenodontidae). Innerhalb der Hyainailouridae wird Maocyon an die Basis der Gruppe verwiesen mit relativ enger Verwandtschaft zu Orienspterodon, welches anhand von einzelnen fragmentierten Funden aus China und Myanmar überliefert ist. Die genaue phylogenetische Stellung von Orienspterodon ist unsicher, da die Gattung teilweise auch als Basalform der Hyainailourinae angesehen wird, forschungsgeschichtlich auch eine Position innerhalb der Hyaenodontidae angedacht war. Verbindende Merkmale zwischen Maocyon und Orienspterodon stellt das noch rudimentär erhaltene Metaconid der unteren Mahlzähne dar.
Die wissenschaftliche Erstbeschreibung von Maocyon erfolgte durch ein Forscherteam um Alexander Averianov im Jahr 2023. Grundlage hierfür bildete der Schädelfund nebst zugehörigem Unterkiefer aus dem Maoming-Becken in der südchinesischen Provinz Guandong (Holotyp, Exemplarnummer SYSU-M-5). Sowohl dem Schädel als auch dem Unterkiefer fehlen die vorderen Abschnitte, vom Gebiss sind lediglich die hinteren Zähne erhalten. Er gehörte einem älteren Individuum. Der Gattungsname Maocyon leitet sich einerseits von der nahe gelegenen Stadt Maoming, andererseits vom griechischen Wort κύων (kyōn) für „Hund“ ab. Die einzige anerkannte Art, M. peregrinus, wurde gemeinsam mit der Gattung eingeführt. Das Artepitheton ist lateinischen Ursprungs und bedeutet übersetzt „Fremder“. Es bezieht sich darauf, dass Funde der Hyainailouridae in Asien insgesamt selten sind und die gesamte Gruppe eher ein afrikanisch-europäisches Verbreitungsgebiet besaß.